# Hydroptila protera
Hydroptila protera är en nattsländeart som beskrevs av Ross 1938. Hydroptila protera ingår i släktet Hydroptila och familjen smånattsländor. Inga underarter finns listade i Catalogue of Life.